# COVID-19 в Японии
Распространение COVID-19 в Японии — часть пандемии COVID-19 на территории Японии.
Первый случай заболевания в стране был зарегистрирован 16 января 2020 года.
21 марта 2022 года в Японии завершилось действие усиленных мер против коронавируса.
11 мая 2022 года отменено обязательное ношение масок кроме общественного транспорта, магазинов, мест скопления людей, рабочих мест.

## Предыстория
12 января 2020 года Всемирная организация здравоохранения (ВОЗ) подтвердила, что новый коронавирус был причиной респираторного заболевания в группе людей в городе Ухань, провинция Хубэй, Китай, о чём было сообщено ВОЗ 31 декабря 2019 года.